# Eduardo Moya
Eduardo Moya Castillo (ur. 1 stycznia 1981 w Monesterio) – hiszpański piłkarz grający na pozycji obrońcy.
W swojej karierze rozegrał 40 spotkań w Primera División.